# Samotne serca (film 2006)
Samotne serca – amerykańsko-niemiecki kryminał z 2006 roku oparty na faktach.

## Fabuła
Ameryka, lata 50. Pielęgniarka Martha Beck i jej kochanek Ray Fernandez, podróżują po całych Stanach odpowiadając na anonse matrymonialne kobiet. Martha udaje siostrę Raymonda, a kiedy ten zdobywa zaufanie samotnych wdów, oboje je zabijają i okradają. W ślad za nimi ruszają dwaj detektywi z Nowego Jorku: Elmer Robinson i Charles Hilderbrandt. Dla tego pierwszego to sprawa honoru. Zmaga się on bowiem z samobójstwem żony i musi uporządkować swoje relacje z synem.

## Obsada
- John Travolta – Elmer Robinson
- James Gandolfini – Charles Hilderbrandt
- Jared Leto – Raymond Fernandez
- Salma Hayek – Martha Beck
- Scott Caan – Reilly
- Laura Dern – Rene Fodie
- Michael Gaston – D.A. Hunt
- Bruce MacVittie – Eastman
- Dan Byrd – Eddie Robinson
- Andrew Wheeler – Detektyw Tooley
- Alice Krige – Janet Long
- Dagmara Domińczyk – Delphine Downing
- John Doman – MacSwain
- Bailee Madison – Rainelle Downing